# Escudo de Navolato

Escudo de armas de Navolato, Sinaloa.

El escudo del municipio de Navolato en el estado mexicano de Sinaloa cuenta con diversos elementos que hacen característico al municipio. El libro que se observa simboliza el acervo cultural que la humanidad ha heredado a las generaciones posteriores; las tunas simbolizan el origen de la palabra Navolato: "en la nopalera" o "lugar de tunas"; se observa un campo y agua que representan el cultivo de la caña de azúcar, rasgo distintivo de la agricultura regional del municipio de Navolato.
- Datos: Q5815223